# Pharochilus nitidulus
Pharochilus nitidulus is een keversoort uit de familie Passalidae. De wetenschappelijke naam van de soort is voor het eerst geldig gepubliceerd in 1871 door MacLeay.